# Gliricidia
Genre
Classification phylogénétique
Gliricidia est un genre de plantes à fleurs de la famille des Fabaceae. Il a été découvert par le botaniste allemand Karl Sigismund Kunth en 1824 (Nov.Gen.Sp. 6:309).
Gliricidia vient du latin glis « muscardin » et caedere « tuer » en raison de sa réputation de tuer les petits rongeurs.

## Liste des espèces
- Gliricidia ehrenbergii (Schltdl.) Rydb.
- Gliricidia maculata (Kunth) Kunth
- Gliricidia sepium (Jacq.) Kunth